# Docynia
Docynia é um género botânico pertencente à família Rosaceae.
Docynia foi descrito por Joseph Decaisne e publicado em Nouvelles Annales du Museum d'Histoire Naturelle 10: 125, 131, no ano de 1874. A espécie-tipo é Docynia indica (Wall.) Decne.
Trata-se de um género reconhecido pelo sistema de classificação filogenética Angiosperm Phylogeny Website.

## Espécies
O género tem 7 espécies descritas, das quais 2 são aceites:
- Docynia delavayi (Franch.) C.K. Schneid.
- Docynia indica (Wall.) Decne.